# Sanmaidō Tatsuya
Sanmaidō Tatsuya (三枚堂達也 (Tam Mai Đường Đạt Dã)) sinh ngày 14 tháng 7 năm 1993 tại TP Urayasu, Chiba là một kỳ thủ shogi chuyên nghiệp trực thuộc chi nhánh Kantō của Liên đoàn Shogi Nhật Bản với số hiệu kỳ thủ 294 và là môn hạ của Naitō Kunio Cửu đẳng. Anh tốt nghiệp trường cao học Hakuō

## Sự nghiệp
Ông của Sanmaidō là một người bạn rất thân của Naitō Kunio, người đề xuất cho anh học shogi. Sanmaidō được Naitō giới thiệu đến với Trung tâm Shogi Kashiwa nơi Ishida Kazuo giảng dạy. Ở đó anh gặp và kết thân với Sasaki Yūki, người mà anh thường ghé thăm khi còn học mầm non. Cả hai người đều được Ishida theo dõi sát sao và trợ giúp nhiệt tình để cải thiện lực cờ.
Tháng 9 năm 2004, Sanmaidō gia nhập Trường đào tạo với tư cách là môn hạ của Naitō Kunio. Anh mất đến 20 tháng để thăng từ Lục cấp lên Ngũ cấp, trong đó có 2 lần anh bị giáng xuống Thất cấp và đối mặt với hiểm nguy. Thời gian còn lại của anh tại các đẳng thấp cũng rất khó khăn khi anh mất lần lượt 15, 19, và 21 tháng để thăng lên Nhất cấp, Sơ đẳng, và Nhị đẳng. Tuy nhiên, sau khi thăng lên Nhị đẳng tháng 12 tháng 2011, phong độ của anh ngay lập tức cải thiện, và Sanmaidō chỉ tốn 1 năm để thăng lên Tam đẳng vào tháng 12 năm 2012, qua đó giành quyền tham gia Tam đẳng League lần thứ 53.
Anh tiếp tục thể hiện phong độ rất tốt tại đây. Trước loạt trận cuối cùng của mùa giải đó, Sanmaidō xếp thứ 2 với thành tích 13 thắng - 3 thua. Tuy anh chỉ giành được 1 chiến thắng trong ngày cuối, cả 2 kỳ thủ xếp thứ 3 và 4 khi đó đều không thể vượt qua anh. Do đó, với thành tích chung cuộc 14 thắng - 4 thua, anh trở thành người thứ 5 sau 14 năm 6 tháng (Matsuo Ayumu tại Tam đẳng League lần thứ 24) vượt qua Tam đẳng League chỉ trong 1 kỳ.
Vì thăng đẳng quá nhanh, Sanmaidō không có cơ hội tham gia Kakogawa Thanh Lưu Chiến, Tân Nhân Vương Chiến hay Long Vương Chiến với tư cách kỳ thủ Tam đẳng. Trùng hợp thay, đối thủ đầu tiên của anh trong trận ra mắt ngày 20 tháng 12 năm 2013 thuộc vòng Sơ loại Kỳ Vương Chiến kỳ 40 lại chính là Sasaki Yūki (Sanmaidō thua). Trong mùa giải 2017 (mùa giải thứ 5 của anh), với thành tích tốt ở mùa giải trước đó, anh được vào thẳng vòng Chung kết Cúp NHK lần thứ 67 lần đầu tiên trong sự nghiệp. Anh bị loại ngay vòng 1 bởi Sugai Tatsuya Thất đẳng. Ngày 8 tháng 5 năm 2017, anh bỏ lỡ cơ hội thăng lên Ngũ đẳng khi để thua Itō Shingo tại bán kết xếp hạng tổ 5 Long Vương Chiến. Tuy nhiên, chính vì điều này, anh lại có thể thăng lên Lục đẳng và Thất đẳng nhanh hơn.
Ngày 27 tháng 7 cùng năm, Sanmaidō đả bại Masuda Yasuhiro tại vòng sơ loại thứ Nhất Giải vô địch Asahi mở rộng và thăng lên Ngũ đẳng nhờ thắng 100 ván chính thức. Tròn 1 tháng sau đó, tại Cúp Thách đấu Yamada lần thứ 2, anh vượt qua Ōhashi Takahiro ở bán kết và Takami Taichi ở chung kết để vô địch giải đấu không danh hiệu lần đầu tiên. Sau đó, ngày 24 tháng 11, Sanmaidō chiến thắng Tomioka Eisaku Bát đẳng tại ván tranh hạng 3 tổ 5 Long Vương Chiến kỳ 30 và thăng lên tổ 4, đồng thời thăng lên Lục đẳng (nhờ thăng tổ Long Vương Chiến 2 kỳ liên tiếp). Nếu anh chiến thắng Itō Shingo vào ngày 8 tháng 5 trước đó, anh sẽ không thể thăng lên Ngũ đẳng nhờ số ván thắng và do đó sẽ không lên được Lục đẳng vì không đạt được điều kiện nào. Như vậy, ván thua ngày 8 tháng 5 đã gián tiếp đẩy Sanmaidō thăng từ Tứ đẳng lên Lục đẳng trong vòng 1 năm. Katagami Daisuke Thất đẳng đã bình luận rằng "Sanmaidō Tứ đẳng đã đi đường tắt qua Long Vương Chiến và nhảy thẳng lên Lục đẳng".
Ngày 4 tháng 5 năm 2018, Sanmaidō về nhì tổ 4 Long Vương Chiến và thăng lên tổ 3. Mùa giải kế tiếp, ngày 4 tháng 9 năm 2019, anh giành hạng 3 tổ 3 Long Vương Chiến trước Namekata Hisashi Bát đẳng và thăng lên tổ 2, đồng thời thăng lên Thất đẳng nhờ thăng tổ 2 kỳ liên tiếp. Tại Thuận Vị Chiến kỳ 78 của mùa giải 2020, anh kết thúc mùa giải với thành tích tốt 9 thắng - 1 thua, qua đó thăng lên hạng C1. Ngoài ra, cũng trong mùa giải đó, Sanmaidō thăng lên tổ 1 Long Vương Chiến lần đầu tiên khi vượt qua Satō Yasumitsu tại ván tranh hạng 3 tổ 2. Tuy nhiên, trong 3 mùa giải sau đó, anh rớt tổ liên tục và trở lại tổ 3 của Long Vương Chiến kỳ 38 khi bị Masuda Yasuhiro loại khỏi vòng Tranh hạng tổ 2.

## Lối đánh
- Sanmaidō là một người chơi Cư Phi Xa đổi Tượng, và sở trường của anh là tấn công sắc bén ngay từ khai cuộc.
- Anh được biết đến là người sử dụng quân Mã rất tốt.

## Đời tư
- Họ "Sanmaidō" của anh đến từ một vùng cùng tên của thôn Ōtsuchi, tỉnh Iwate. Chỉ có khoảng 100 người toàn Nhật Bản có họ này[8]. Người hâm mộ thường giản lược họ của anh và gọi anh là "Sanma-sensei" hay "Sanma-chan"[9].
- Trong các buổi phỏng vấn hay khi phân tích trên truyền hình, Sanmaidō, thường có nhiều câu nói đầy tinh ý. Với danh xưng Hoàng tử Quế, anh đã chấp bút bài "Kỹ thuật dùng Mã của Hoàng tử Quế" trong số tháng 3 năm 2018 của tạp chí Thế giới Shogi.
- Anh thích các môn thể thao trong nhà như phi tiêu hay bi-a.

## Lịch sử thăng cấp
| Ngày                        | Đẳng cấp          | Ghi chú                                  |
| --------------------------- | ----------------- | ---------------------------------------- |
| Tháng 9 năm 2004            | Lục cấp (6-kyu)   | Gia nhập Trường đào tạo kỳ thủ           |
| Tháng 3 năm 2010            | Sơ đẳng (1-dan)   |                                          |
| Tháng 12 năm 2011           | Nhị đẳng (2-dan)  |                                          |
| Tháng 12 năm 2012           | Tam đẳng (3-dan)  |                                          |
| 1 tháng 10, 2013 (20 tuổi)  | Tứ đẳng (4-dan)   | Lên chuyên                               |
| 27 tháng 7, 2017 (24 tuổi)  | Ngũ đẳng (5-dan)  | Thắng 100 ván chính thức                 |
| 24 tháng 11, 2017 (24 tuổi) | Lục đẳng (6-dan)  | Thăng tổ Long Vương Chiến 2 kỳ liên tiếp |
| 4 tháng 9, 2019 (26 tuổi)   | Thất đẳng (7-dan) | Thăng tổ Long Vương Chiến 2 kỳ liên tiếp |

## Thành tích chính

### Vô địch giải đấu không danh hiệu
- Cúp Thách đấu Yamada: 1 lần

### Thăng/giáng hạng/tổ
| Đầu mùa giải | Thuận Vị chiến | Thuận Vị chiến   | Thuận Vị chiến   | Thuận Vị chiến   | Thuận Vị chiến   | Thuận Vị chiến   | Thuận Vị chiến   | Thuận Vị chiến   | Long Vương chiến | Long Vương chiến | Long Vương chiến | Long Vương chiến | Long Vương chiến | Long Vương chiến | Long Vương chiến | Long Vương chiến |
| Đầu mùa giải | Kỳ             | Danh Nhân        | Hạng A           | Hạng B           | Hạng B           | Hạng C           | Hạng C           | Free Class       | Kỳ               | Long Vương       | Tổ 1             | Tổ 2             | Tổ 3             | Tổ 4             | Tổ 5             | Tổ 6             |
| Đầu mùa giải | Kỳ             | Danh Nhân        | Hạng A           | Tổ 1             | Tổ 2             | Tổ 1             | Tổ 2             | Free Class       | Kỳ               | Long Vương       | Tổ 1             | Tổ 2             | Tổ 3             | Tổ 4             | Tổ 5             | Tổ 6             |
| --- | -------------- | ---------------- | ---------------- | ---------------- | ---------------- | ---------------- | ---------------- | ---------------- | ---------------- | ---------------- | ---------------- | ---------------- | ---------------- | ---------------- | ---------------- | ---------------- |
| 2013 | 72             | Chưa lên Tứ đẳng | Chưa lên Tứ đẳng | Chưa lên Tứ đẳng | Chưa lên Tứ đẳng | Chưa lên Tứ đẳng | Chưa lên Tứ đẳng | Chưa lên Tứ đẳng | 27               |                  |                  |                  |                  |                  |                  | Tổ 6             |
| 2014 | 73             |                  |                  |                  |                  |                  | C248             |                  | 28               |                  |                  |                  |                  |                  |                  | Tổ 6             |
| 2015 | 74             |                  |                  |                  |                  |                  | C205             |                  | 29               |                  |                  |                  |                  |                  |                  | Tổ 6             |
| 2016 | 75             |                  |                  |                  |                  |                  | C207             |                  | 30               |                  |                  |                  |                  |                  | Tổ 5             |                  |
| 2017 | 76             |                  |                  |                  |                  |                  | C206             |                  | 31               |                  |                  |                  |                  | Tổ 4             |                  |                  |
| 2018 | 77             |                  |                  |                  |                  |                  | C220             |                  | 32               |                  |                  |                  | Tổ 3             |                  |                  |                  |
| 2019 | 78             |                  |                  |                  |                  |                  | C209             |                  | 33               |                  |                  | Tổ 2             |                  |                  |                  |                  |
| 2020 | 79             |                  |                  |                  |                  | C131             |                  |                  | 34               |                  |                  |                  | Tổ 3             |                  |                  |                  |
| 2021 | 80             |                  |                  |                  |                  | C121             |                  |                  | 35               |                  |                  | Tổ 2             |                  |                  |                  |                  |
| 2022 | 81             |                  |                  |                  |                  | C125             |                  |                  | 36               |                  | Tổ 1             |                  |                  |                  |                  |                  |
| 2023 | 82             |                  |                  |                  |                  | C109             |                  |                  | 37               |                  |                  | Tổ 2             |                  |                  |                  |                  |
| 2024 | 83             |                  |                  |                  |                  | C110             |                  |                  | 38               |                  |                  |                  | Tổ 3             |                  |                  |                  |
| Chữ đóng khung tại Thuận Vị chiến và Long Vương chiến biểu thị Khiêu chiến giả. Số nhỏ tại Thuận Vị chiến là Thuận Vị. (xĐiểm giáng hạng có sẵn / *Điểm giáng hạng phải nhận / +Điểm giáng hạng được xóa) "F" tại Thuận Vị chiến biểu thị Free Class (FX: Kỳ thủ được xếp vào Free Class / FT: Kỳ thủ tự nguyện chuyển xuống Free Class) Chữ đậm tại Long Vương chiến biểu thị chiến thắng tổ, số tổ kèm (chữ nhỏ) biểu thị kỳ thủ không chuyên. |                |                  |                  |                  |                  |                  |                  |                  |                  |                  |                  |                  |                  |                  |                  |                  |

### Kỷ lục
- Người thứ 5 thăng lên Tứ đẳng chỉ sau 1 kỳ tại Tam đẳng League